# きんでんトリニティーブリッツ
きんでんトリニティーブリッツは、大阪府大阪市を本拠地とするきんでんの男子バレーボールチームである。2025-26シーズンはV.LEAGUE MEN 西地区に所属。

## 概要
1989年、大阪市の近畿電気工事（現・きんでん）社内にて現バレーボール部長が有志を募って創部した。2008年V・チャレンジリーグ昇格。
チーム名『トリニティーブリッツ』とは、「Trinity（トリニティー）」は英語で「三位一体」、「Blitz（ブリッツ）」は英語で「電撃・電撃攻撃」であり、心を持った社会人集団として「心・技・体」を兼ねそなえた「三位一体（トリニティー）」のチームを目指し、また「強さ・速さ」を持つチームとして電気工事に携わるきんでんのイメージに喩え「電撃（ブリッツ）」と表した。
事務局はきんでん本社にあり、練習場は兵庫県西宮市にある同社人材開発部の体育館である。ホームゲームは関西地区の体育館で開催している。
チームマスコットは、うさぎがモチーフである「ブリッツくん」である。

## 歴史
1989年、近畿電気工事（現・きんでん）社内にて創部。当初は市民大会に出場する程度であったが、少しずつ実力をつけ、1994年に初めて全日本実業団優勝大会に出場し、1995年に地域リーグ昇格。
1996年より地域リーグに連続で出場し、1999年の第19回西部地域リーグで優勝を果たしプレーオフに進出する。プレーオフでは3位。第20回大会でも準優勝でプレーオフに進出しながら、プレーオフでは3位。以降、しばらくは西部地域リーグ3位以下に留まるが、2005年の第25回大会では西部地域リーグで久々の優勝を果たす。プレーオフでは4位となる。2006年、第26回大会でも西部リーグで連続優勝を果たすが、プレーオフでは3位に留まる。しかし、全日本実業団優勝大会で14回目の出場にして念願の優勝を果たした。2007年、第27回大会にて、西部リーグ3連覇を果たし、プレーオフで遂に初優勝を果たす。2008年、第28回大会でも西部リーグ4連覇、プレーオフ連覇を達成した。その後、Vリーグ機構に入社し、2008/09シーズンよりV・チャレンジリーグに参戦することとなる。
初参戦となった2008/09V・チャレンジリーグは、セット率の差でファイナルリーグ進出を逃し、9位となった。
2009年、チーム愛称が「トリニティーブリッツ」に決まった。
2009/10V・チャレンジリーグでは上位リーグ入りし6位に入った。しかし、以降はやや低迷している。2014/15V・チャレンジリーグでは9位となり、2015/16シーズンから始まったV・チャレンジリーグIIへ組み込まれた。
2018年より始まる新生V.LEAGUEでは2部のDivision2（V2）に在籍することとなった。V.LEAGUEライセンスはS2を取得。
2020-21シーズン、2021年1月に新型コロナウイルス感染症の流行における緊急事態宣言が発令されたことを受けて、1月16日からのV2試合出場を見合わせた。当初は出場見合わせ期間は発令解除予定の2月7日までを予定していたが、発令予定期間が3月7日までに延長されたため、出場見合わせ期間を同日まで延長し、残り全試合を不参加とした。

## 成績

### 主な成績
チャレンジリーグ/チャレンジリーグI、V.LEAGUE DIVISION2 MEN
- 優勝 なし
- 準優勝 なし

チャレンジリーグII
- 準優勝 3回（2015/16, 2016/17, 2017/18シーズン）

黒鷲旗全日本選抜大会
- 優勝 なし
- 準優勝 なし

### 年度別成績

#### V・プレミアリーグ / V・チャレンジリーグ
| 所属         | 年度    | 最終 順位 | 参加 チーム数 | レギュラーラウンド | レギュラーラウンド | レギュラーラウンド | レギュラーラウンド | ポストシーズン | ポストシーズン | ポストシーズン |
| 所属         | 年度    | 最終 順位 | 参加 チーム数 | 順位               | 試合               | 勝                 | 敗                 | 試合           | 勝             | 敗             |
| ------------ | ------- | --------- | ------------- | ------------------ | ------------------ | ------------------ | ------------------ | -------------- | -------------- | -------------- |
| チャレンジ   | 2008/09 | 9位       | 12チーム      | 9位                | 11                 | 3                  | 8                  | -              | -              | -              |
| チャレンジ   | 2009/10 | 6位       | 11チーム      | 6位                | 10                 | 5                  | 5                  | 5              | 0              | 5              |
| チャレンジ   | 2010/11 | 9位       | 11チーム      | 9位                | 16                 | 4                  | 12                 | -              | -              | -              |
| チャレンジ   | 2011/12 | 8位       | 11チーム      | 7位                | 10                 | 3                  | 7                  | 4              | 2              | 2              |
| チャレンジ   | 2012/13 | 9位       | 11チーム      | 9位                | 20                 | 5                  | 15                 | -              | -              | -              |
| チャレンジ   | 2013/14 | 7位       | 11チーム      | 7位                | 20                 | 8                  | 12                 | -              | -              | -              |
| チャレンジ   | 2014/15 | 9位       | 12チーム      | 9位                | 22                 | 8                  | 14                 | -              | -              | -              |
| チャレンジII | 2015/16 | 準優勝    | 7チーム       | 2位                | 18                 | 16                 | 2                  | -              | -              | -              |
| チャレンジII | 2016/17 | 準優勝    | 8チーム       | 2位                | 21                 | 18                 | 3                  | -              | -              | -              |
| チャレンジII | 2017/18 | 準優勝    | 10チーム      | 2位                | 18                 | 14                 | 4                  | -              | -              | -              |

#### V.LEAGUE (2018-2024)
| 所属      | 年度    | 最終 順位 | 参加 チーム数 | レギュラーラウンド | レギュラーラウンド | レギュラーラウンド | レギュラーラウンド | ポストシーズン | ポストシーズン | ポストシーズン | 備考            |
| 所属      | 年度    | 最終 順位 | 参加 チーム数 | 順位               | 試合               | 勝                 | 敗                 | 試合           | 勝             | 敗             | 備考            |
| --------- | ------- | --------- | ------------- | ------------------ | ------------------ | ------------------ | ------------------ | -------------- | -------------- | -------------- | --------------- |
| DIVISION2 | 2018-19 | 7位       | 9チーム       | 7位                | 24                 | 8                  | 16                 | -              | -              | -              |                 |
| DIVISION2 | 2019-20 | 9位       | 12チーム      | 9位                | 20                 | 6                  | 14                 | -              | -              | -              |                 |
| DIVISION2 | 2020-21 | 11位      | 11チーム      | 11位               | 18                 | 1                  | 17                 | -              | -              | -              | 不戦敗9を含む。 |
| DIVISION2 | 2021-22 | 8位       | 15チーム      | 8位                | 28                 | 12                 | 16                 | -              | -              | -              | 不戦勝2を含む。 |
| DIVISION2 | 2022-23 | 7位       | 10チーム      | 7位                | 27                 | 12                 | 15                 | -              | -              | -              |                 |

#### SV.LEAGUE / V.LEAGUE
| 所属     | 年度    | 最終 順位 | 参加 チーム数       | レギュラーラウンド | レギュラーラウンド | レギュラーラウンド | レギュラーラウンド | ポストシーズン | ポストシーズン | ポストシーズン | 備考 |
| 所属     | 年度    | 最終 順位 | 参加 チーム数       | 順位               | 試合               | 勝                 | 敗                 | 試合           | 勝             | 敗             | 備考 |
| -------- | ------- | --------- | ------------------- | ------------------ | ------------------ | ------------------ | ------------------ | -------------- | -------------- | -------------- | ---- |
| V.LEAGUE | 2024-25 | 8位       | 10チーム （西地区） | 5位                | 28                 | 18                 | 10                 | -              | -              | -              |      |

## 選手・スタッフ(2025-26)

### 選手
| 背番号                                                      | 名前       | シャツネーム | 生年月日（年齢）       | 身長 | 国籍 | Pos   | 在籍年  | 前所属         | 備考         |
| ----------------------------------------------------------- | ---------- | ------------ | ---------------------- | ---- | ---- | ----- | ------- | -------------- | ------------ |
| 2                                                           | 髙田康平   | TAKADA       | 2003年3月1日（22歳）   | 191  | 日本 | OH    | 2024年- | 名城大学       | 新人         |
| 3                                                           | 長濱裕     | NAGAHAMA     | 1992年9月10日（32歳）  | 170  | 日本 | L     | 2015年- | 西日本工業大学 |              |
| 4                                                           | 清田晟ノ祐 | KIYOTA       | 2001年6月14日（24歳）  | 186  | 日本 | OP    | 2023年- | 愛知学院大学   |              |
| 5                                                           | 森山陸人   | MORIYAMA     | 2000年7月15日（24歳）  | 165  | 日本 | L     | 2022年- | 法政大学       |              |
| 6                                                           | 庄司練     | SHOJI        | 1997年7月25日（27歳）  | 190  | 日本 | MB    | 2020年- | 近畿           |              |
| 7                                                           | 田畑翔伍   | TABATA       | 1989年5月18日（36歳）  | 184  | 日本 | OH    | 2012年- | 甲南大学       |              |
| 9                                                           | 江口颯人   | HAYATO       | 2000年12月31日（24歳） | 185  | 日本 | OH    | 2023年- | 近畿大学       | 副キャプテン |
| 10                                                          | 中西武琉   | TAKERU       | 2001年4月11日（24歳）  | 186  | 日本 | OH    | 2023年- | 近畿大学       |              |
| 11                                                          | 毛利光生   | MOURI        | 1987年11月28日（37歳） | 178  | 日本 | S     | 2010年- | 近畿           | コーチ兼任   |
| 13                                                          | 三谷浩太郎 | MITANI       | 2002年5月3日（23歳）   | 173  | 日本 | S     | 2024年- | 法政大学       | 新人         |
| 14                                                          | 谷川結人   | TANIKAWA     | 1998年1月11日（27歳）  | 190  | 日本 | OH    | 2020年- | 明治大学       | キャプテン   |
| 15                                                          | 古川一輝   | FURUKAWA     | 1997年4月28日（28歳）  | 186  | 日本 | MB    | 2020年- | 立命館大学     | 副キャプテン |
| 16                                                          | 井山創太   | IYAMA        | 1998年8月24日（26歳）  | 182  | 日本 | OH    | 2021年- | 甲南大学       |              |
| 17                                                          | 和治裕太   | WAJI         | 1993年4月25日（32歳）  | 192  | 日本 | OP/MB | 2016年- | 京都産業大学   |              |
| 18                                                          | 宮本聡太   | MIYAMOTO     | 2002年6月19日（23歳）  | 177  | 日本 | OP    | 2024年- | 甲南大学       | 新人         |
| 19                                                          | 越智優斗   | OCHI         | 2006年3月31日（19歳）  | 180  | 日本 | OH    | 2024年- | 新田高校       |              |
| 20                                                          | 福井大志   | T.FUKUI      | 2000年12月4日（24歳）  | 162  | 日本 | L     | 2022年- | 立命館大学     |              |
| 21                                                          | 小林空     | KOBAYASHI    | 1996年5月2日（29歳）   | 189  | 日本 | OH/OP | 2019年- | 近畿           |              |
| 22                                                          | 谷口拓万   | TANIGUCHI    | 2001年3月4日（24歳）   | 178  | 日本 | OH    | 2022年- | 甲南大学       |              |
| 23                                                          | 福井裕貴   | FUKUI        | 1997年12月4日（27歳）  | 188  | 日本 | MB    | 2020年- | 立命館大学     |              |
| 24                                                          | 水下瑠唯   | MIZUSHITA    | 2005年11月1日（19歳）  | 180  | 日本 | OH    | 2024年- | 星翔高校       |              |
| 26                                                          | 三浦宇司   | MIURA        | 2002年5月23日（23歳）  | 188  | 日本 | MB    | 2023年- | 立命館大学     | 新人         |
| 27                                                          | 中村流星   | NAKAMURA     | 2002年5月27日（23歳）  | 178  | 日本 | S     | 2023年- | 同志社大学     | 新人         |
| 出典：チーム公式サイト Vリーグ公式サイト 更新：2025年6月7日 |            |              |                        |      |      |       |         |                |              |

### スタッフ
| 役職                                                          | 名前       | 備考 |
| ------------------------------------------------------------- | ---------- | ---- |
| 顧問                                                          | 上坂隆勇   |      |
| 部長                                                          | 谷本孝司   |      |
| 副部長                                                        | 宮崎彰     |      |
| 副部長兼総務                                                  | 木村朋浩   |      |
| 監督                                                          | 今田善仁   |      |
| コーチ                                                        | 内園徹     |      |
| コーチ                                                        | 尾松航洋   |      |
| トレーナー                                                    | 佐々木将之 |      |
| 出典：チーム公式サイト Vリーグ公式サイト 更新：2024年10月18日 |            |      |

## チームマスコット
チームマスコットはウサギをモチーフとした「ブリッツくん」で、2020年3月27日に制定が発表された。
コンセプトは「愛らしさ」と「強さ」で、チームロゴマークにも登場している。耳が電撃模様で、素早く高い運動能力を持っている。それに加え、誰からも好かれるような愛らしさも持っている。